# You Have Placed a Chill in My Heart
You Have Placed a Chill in My Heart – singel brytyjskiego duetu Eurythmics wydany w 1988 roku.

## Ogólne informacje
Piosenka była czwartym (i jednocześnie drugim wydanym w USA) ostatnim singlem z płyty Savage i osiągnęła w Wielkiej Brytanii większy sukces niż trzy poprzednie. Utwór brzmieniowo utrzymany jest w synth popowym stylu, a słowa piosenki traktują o roli kobiety w związku i są nacechowane feminizmem. W zależności od wydania na stronach B singli umieszczono piosenki „Wide Eyed Girl”, „Do You Want to Break Up?” i „Here Comes the Rain Again”, w wersji koncertowej.

## Teledysk
Wideoklip jest kontynuacją klipów do dwóch wcześniejszych singli: „Beethoven (I Love to Listen to)” i „I Need a Man”. Teledysk wyreżyserowała Sophie Muller. Okładka singla to w rzeczywistości jedno z ujęć z tego wideoklipu.

## Pozycje na listach przebojów
| Kraj              | Pozycja |
| ----------------- | ------- |
| Wielka Brytania   | 16      |
| Stany Zjednoczone | 64      |
| Kanada            | 55      |
| Irlandia          | 15      |
| Nowa Zelandia     | 31      |